# Römischer Gutshof „Im Weiler“

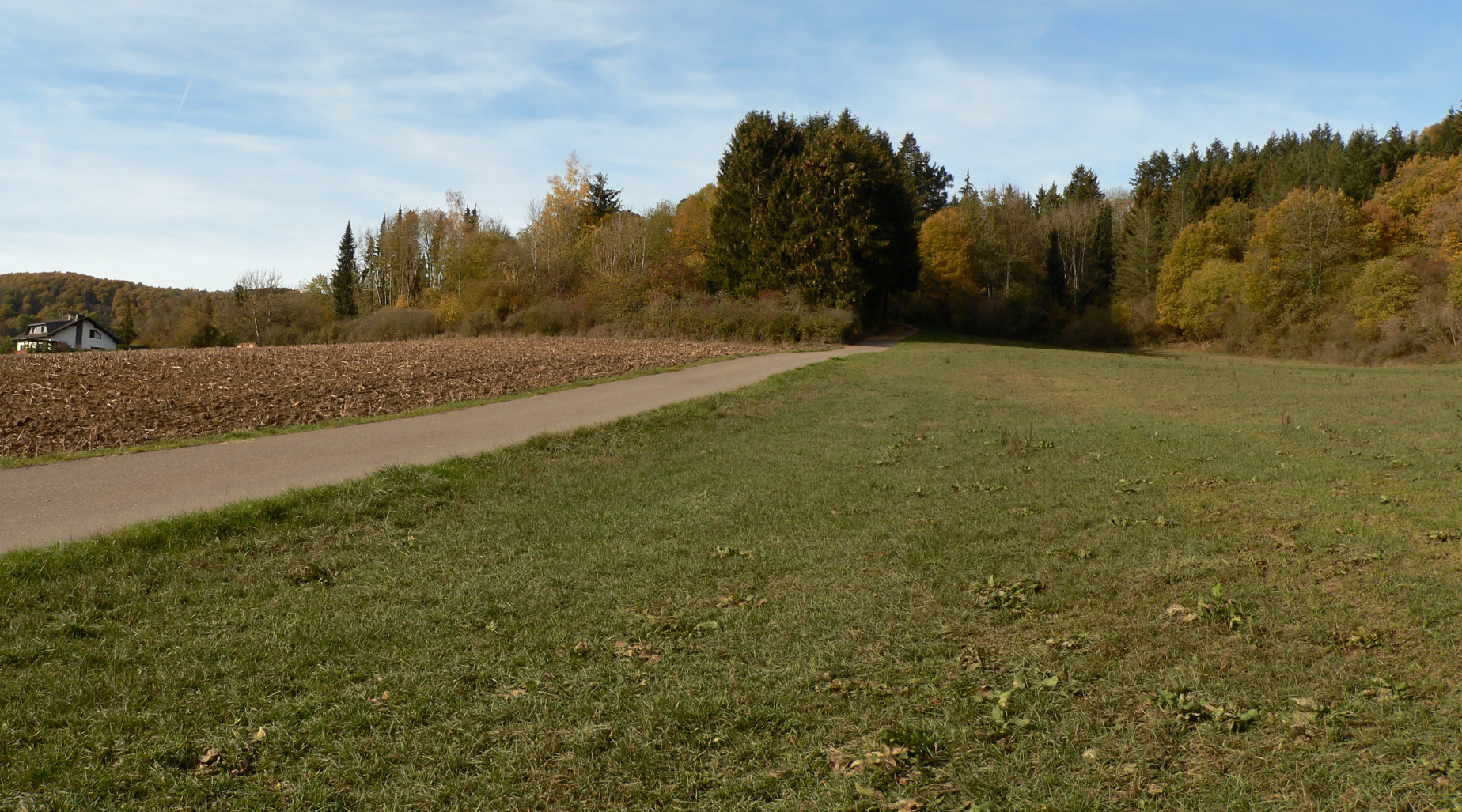
Blick auf das Fundgelände im Waldstück in der Bildmitte

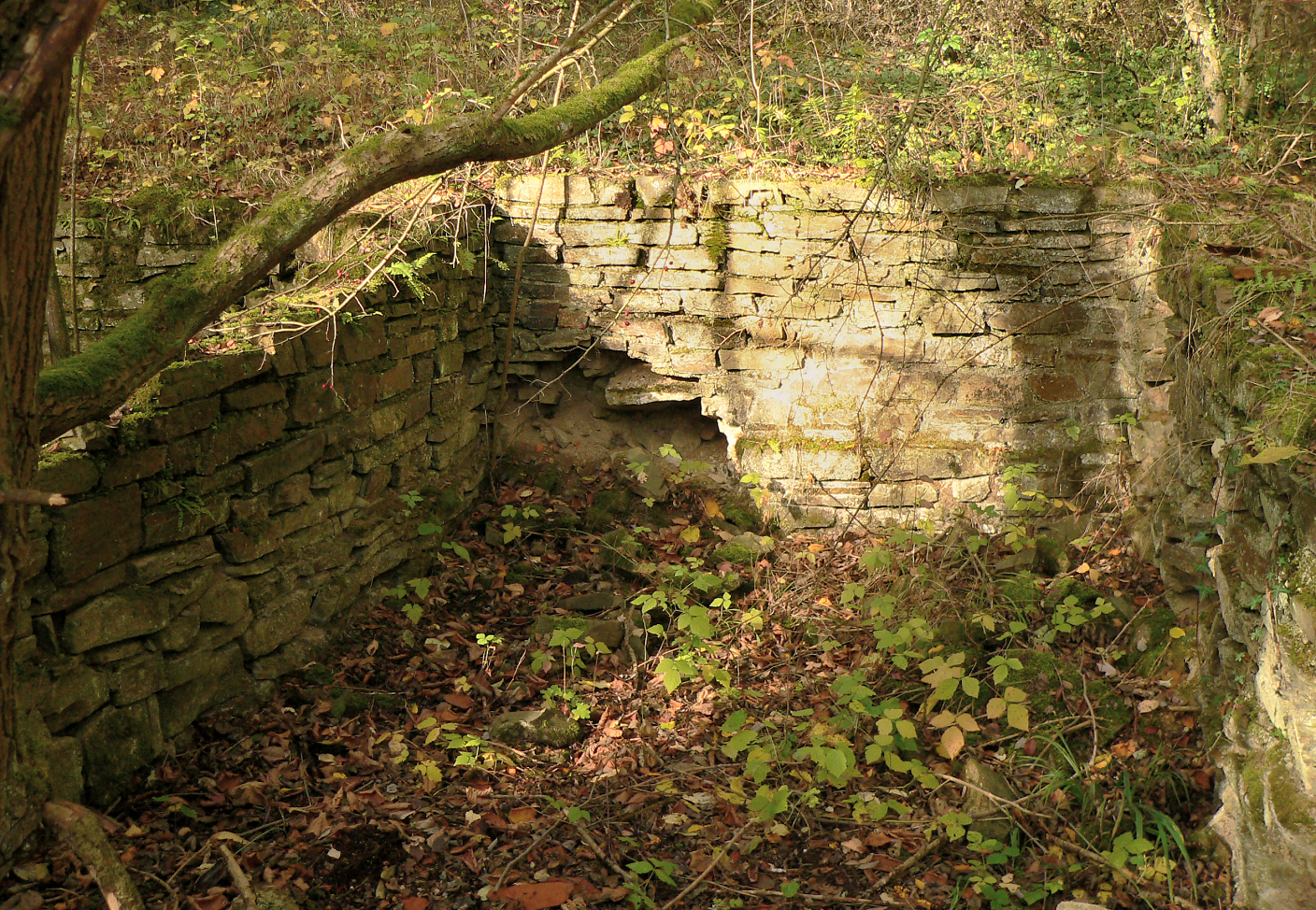
Mauerreste der Villa rustica

Der Römische Gutshof „Im Weiler“ war eine römische Villa rustica auf dem Flurstück „Im Weiler“ in Schuld in Rheinland-Pfalz. Die Anlage zählt mit der Römervilla von Bad Neuenahr-Ahrweiler zu den am besten erhaltenen römischen Gutshöfen im Landkreis Ahrweiler.

## Lage

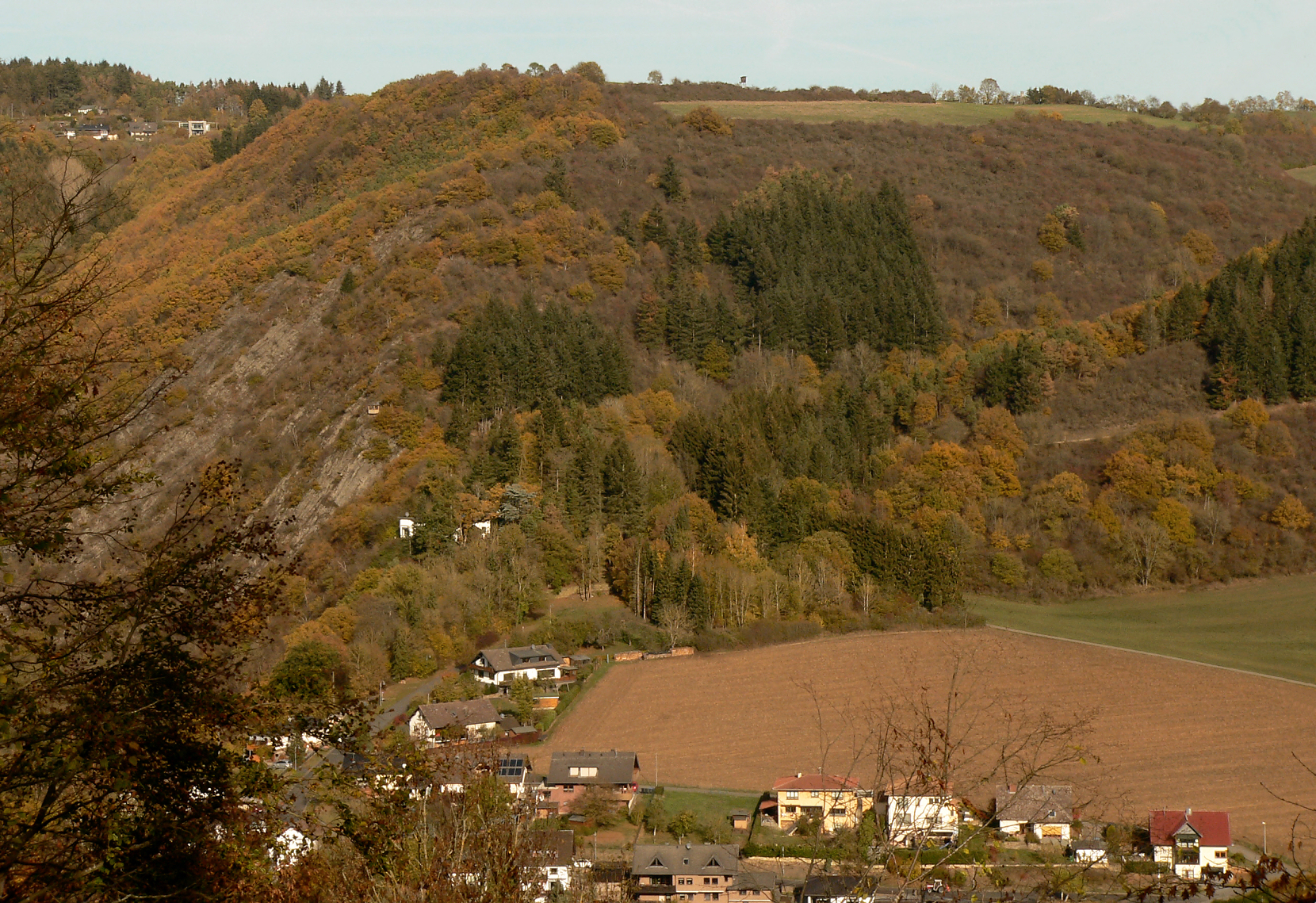
Standort der Villa rustica im Waldstück am Ende des Ackers unterhalb des Steilhangs

Der Standort für die Villa rustica war von den römischen Erbauern durchdacht gewählt worden. Der Komplex lag auf 270 m ü. NN am unteren Ende eines Seitentals der Ahr. Der Fluss führte etwa 150 Meter westlich als Flussschlinge vorbei. Die Villa rustica befand sich unterhalb eines steilen Hangs, der gegen Witterungseinflüsse aus Norden schützte. Im unmittelbar daran anschließenden flacheren Bereich gab es ausreichend Flächen, die sich für eine landwirtschaftliche Bewirtschaftung eigneten. Die Wasserversorgung sicherte ein Bach, der aus einer oberhalb gelegenen Quelle entsprang und kanalisiert unter dem Haupthaus durchfloss.

## Beschreibung
Die Villa rustica wurde im 1. Jahrhundert n. Chr. errichtet und war bis zur Mitte des 4. Jahrhunderts bewohnt, worauf Münzfunde deuten. Eine spätere Weiternutzung wird angenommen, da sich Pingsdorfer Keramik aus mittelalterlicher Zeit fand. Die Gesamtgröße der Hofanlage wird auf etwa 2,2 Hektar geschätzt. Davon wurde rund ein Hektar als Wirtschaftsbereich genutzt. Etwa 1,2 Hektar der Fläche diente als repräsentativer Bereich.

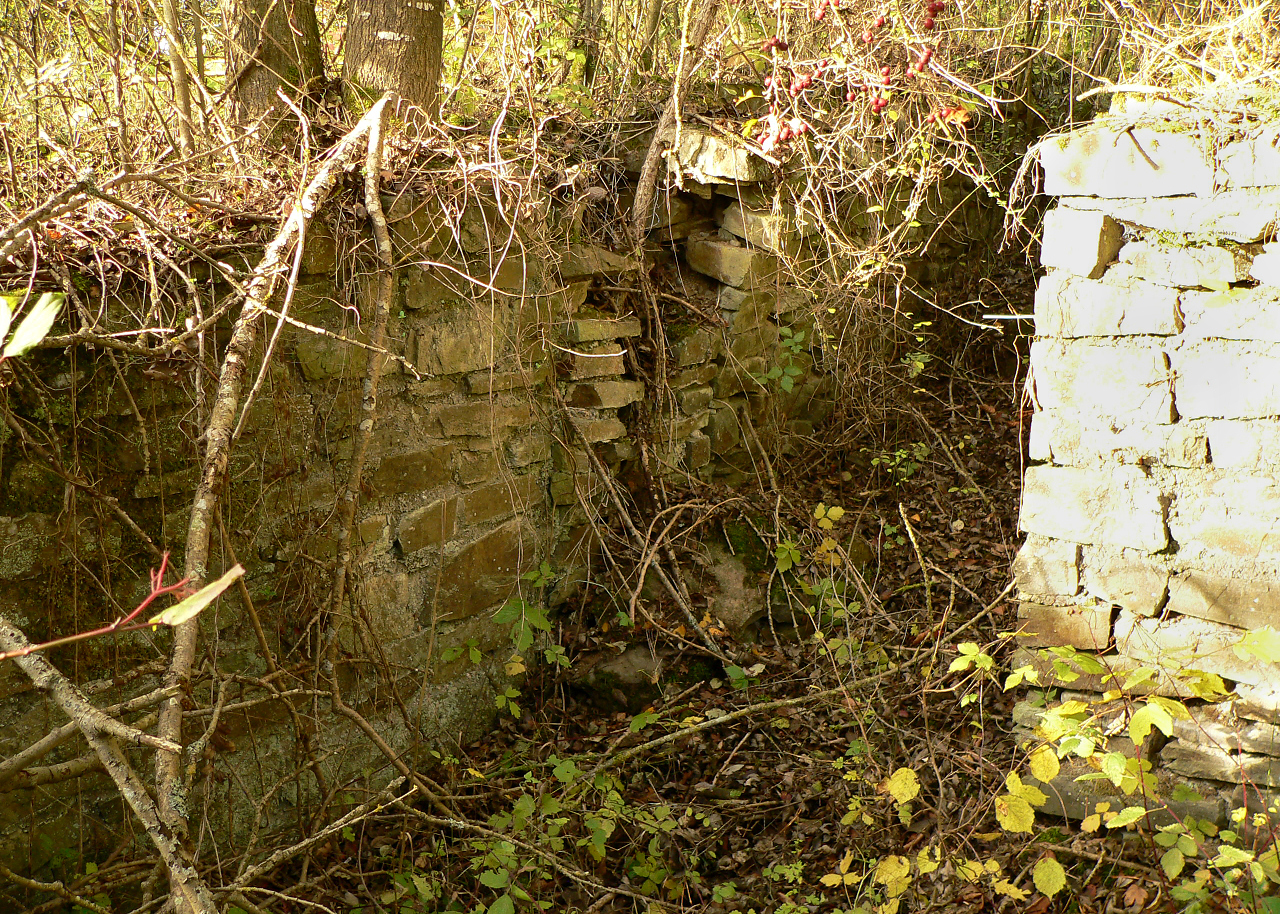
Kellerraum und Kellerabgang im Haupthaus

Das Haupthaus war ein Gebäude im üblichen Portikusschema mit Eckrisaliten. Es verfügte über 20 Räume und hatte eine Größe von etwa 30 × 40 Meter sowie einen 32 m² großen Keller. Im Gebäudeinneren bestand ein etwa 11 × 11 Meter großer Wohn- und Wirtschaftsraum mit Herdstelle. Um ihn gruppierten sich Wohn- und Schlafräume, die mit einer Hypokaustenheizung ausgestattet waren. Auf dem Gelände befanden sich mindestens vier Nebengebäude, die als Wohn-, Stall- und Lagerräume dienten.
Bei der Villa rustica handelte es sich um ein Anwesen mittlerer Größe mit gewissem Wohlstand seiner Bewohner. Darauf lassen einzelne Fundstücke, wie ein silberner Löffelgriff, Austernschalen, Terra Sigillata und eine römische Glocke aus Bronze, schließen, ebenso ein Badebereich. Auf eine rege Handelstätigkeit im Umfeld des Hofes weisen aus Trier stammende Keramiken und in der Türkei geprägte Münzen hin. Spuren einer gewaltsamen Zerstörung der Anlage gibt es nicht.

## Forschungsgeschichte

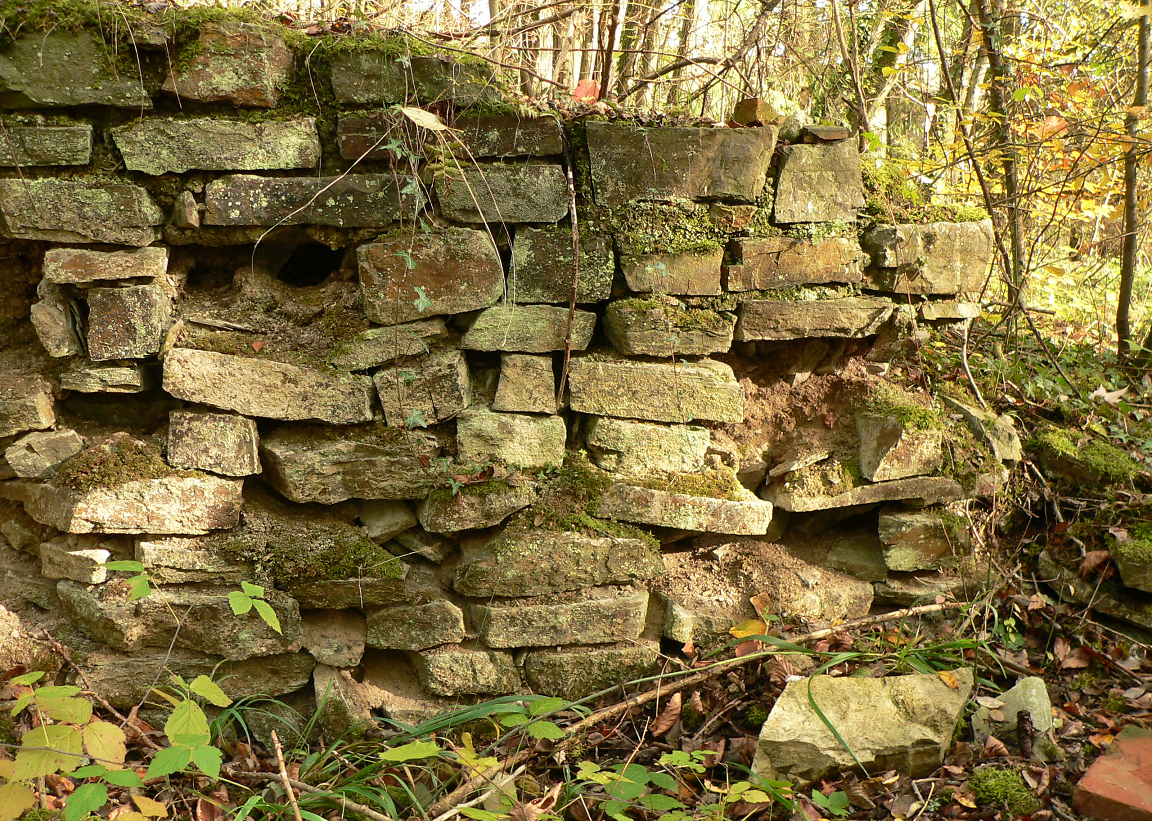
Mauerrest

Das Flurstück „Im Weiler“, auf dem sich die Fundstelle befindet, war bis zum Beginn des 20. Jahrhunderts ein verwuchertes Brachgelände, dass wegen des darauf liegenden Steinmaterials nicht landwirtschaftlich genutzt werden konnte. Da Landwirte auf den umgebenden Äckern immer wieder Relikte aus römischer Zeit fanden, war den Bewohnern des Ortes Schuld seit langem bekannt, dass sich auf dem Flurstück eine wüst gefallene Siedlung befindet. Antikes Baumaterial, wie Tuff wurde aufgesammelt und beim Bau von Gebäuden im Ort wiederverwendet. Der Denkmalpflege wurde die Fundstelle 1907 durch eine Fundmeldung an das Landesmuseum Bonn bekannt. Hintergrund der Meldung war das geplante Abräumen des Steinmaterials zum Beackern, was schließlich aber unterblieb. Im Ort Schuld kursierten Gerüchte über Funde auf dem früheren Siedlungsareal. In den Jahren 1906 und 1912 soll es nach dem Fund eines steinernen Kopfes zu Schatzsuchen und Raubgrabungen gekommen sein.
Nach einer Fundmeldung durch einen Professor aus Berlin kam es 1939 durch Mitarbeiter des Landesmuseums Bonn zu einer Ortsbegehung an der Fundstelle, die dadurch 1939/1940 ihre erste Erwähnung in der wissenschaftlichen Literatur fand. Da keine unmittelbare Gefährdung der Fundstelle vorlag, unterblieben weitere Maßnahmen.

### Ausgrabungen der 1960er Jahre

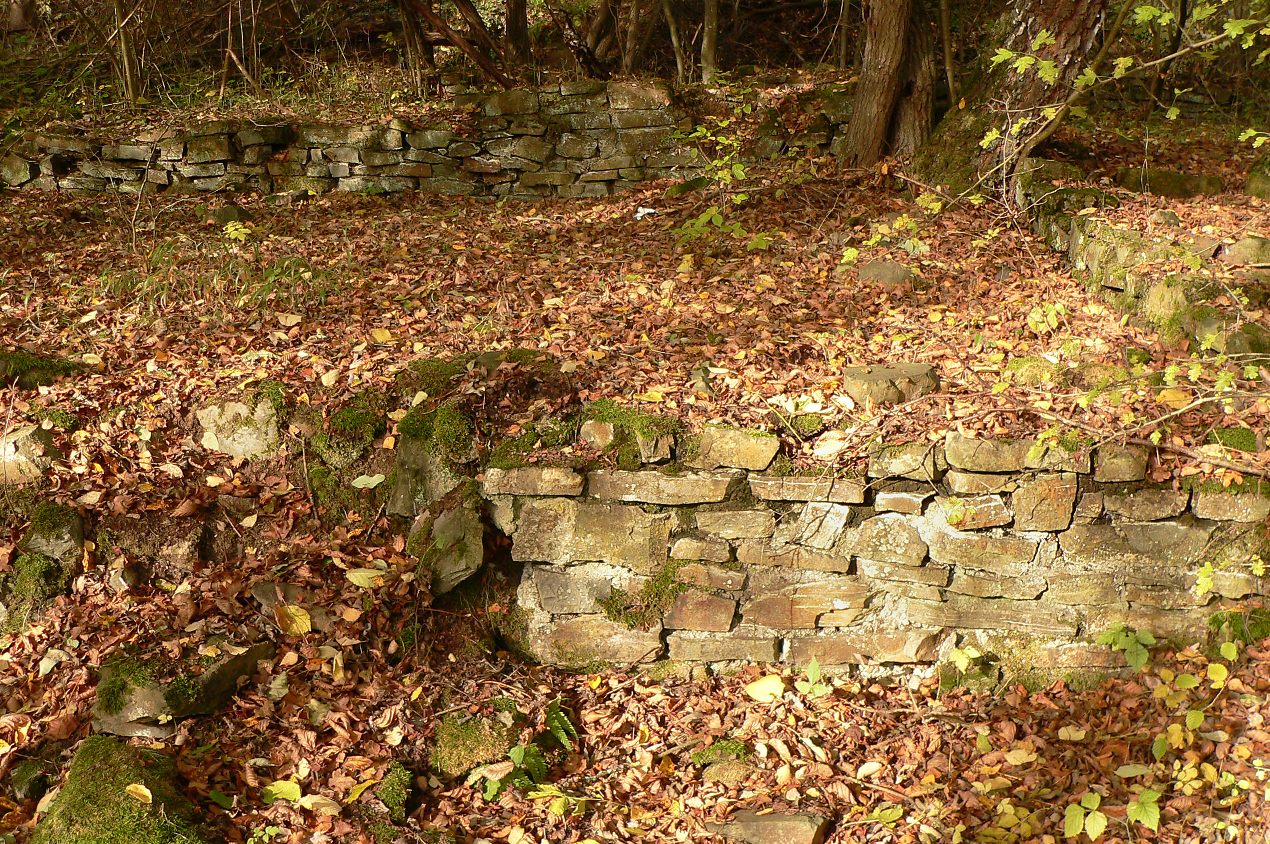
Mauerreste im Boden

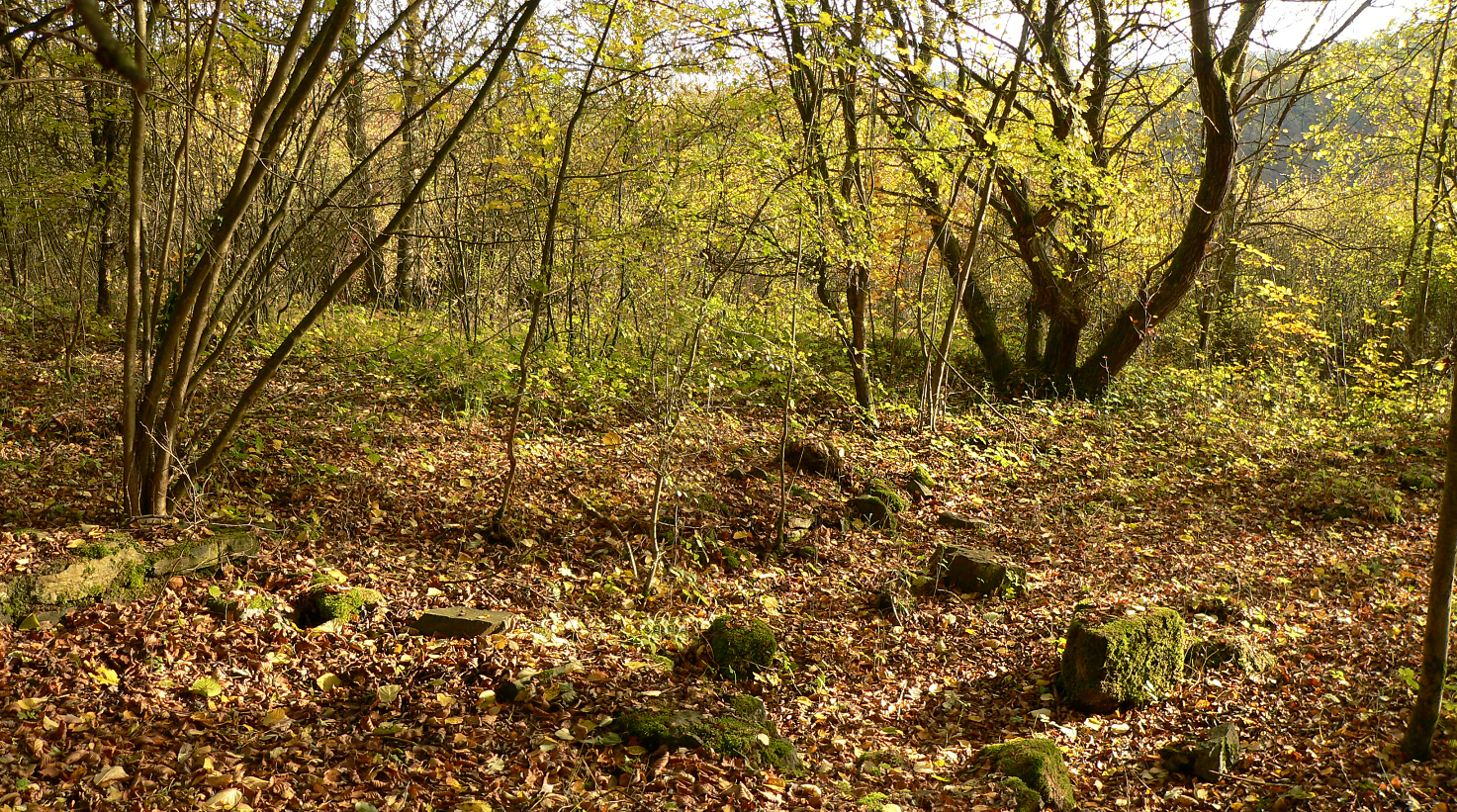
Die mit Büschen und Bäumen bestandene Fundstelle mit Steinresten

Beim Ausbau der Straße von Sierscheid nach Schuld in Verbindung mit einer Flurbereinigung wurde die Fundstelle im Jahr 1962 wiederentdeckt. Als bei Baggerarbeiten überwucherte Mauerzüge sowie Reste von gemauerten Kanälen, Dachziegel und Rundziegel sowie Mosaikteile eines Fußbodens zutage traten, erging eine Fundmeldung an das Amt für Vor- und Frühgeschichte in Koblenz. Sie wurde vom Kölner Ehepaar Funke-Kaiser erstattet, das oberhalb der Fundstelle ein Wochenendhaus besaß. Durch das Aufschütten der Straßentrasse bei den Bauarbeiten wurde ein kleinerer Teil der Villa Rustica überdeckt und damit geschützt.
Das Ehepaar Funke-Kaiser erwarb 1963 das Grundstück der Fundstelle und stellte dem Amt für Vor- und Frühgeschichte Koblenz finanzielle und sachliche Mittel für eine Ausgrabung zur Verfügung. In der ersten Grabungskampagne 1963 und 1964 wurden nur die Mauerverläufe freigelegt, um einen Eindruck von der Gesamtausdehnung der Anlage zu erhalten. Weitere Grabungskampagnen folgten 1965 und 1967 zur systematischen Untersuchung des Haupthauses. Die letzte Grabung führte 1968 das Archäologische Institut der Universität zu Köln durch. Die Ausgrabungsergebnisse wurden 1976 und 1982 veröffentlicht.
Bereits bei Grabungsbeginn ließ sich anhand von gefalzten Dachziegeln, bemaltem Verputz und Wasserleitungsrohren ein römischer Ursprung nachweisen. Bei Prospektionen im Gelände südlich des Haupthauses konnten drei Nebengebäude nachgewiesen werden. Ein weiteres Nebengebäude wurde durch den Hinweis eines Landwirtes bekannt. Diese Fundstellen wurden bisher nicht ausgegraben. Seit dem Ende der Ausgrabungen überwuchern Büsche und Bäume die ungesicherte Ausgrabungsstelle. Die Fundstelle und das nähere Umfeld wurden 2016 als Grabungsschutzgebiet ausgewiesen.
Prospektionen in jüngerer Zeit erfolgten 2016 mit geophysikalischen Methoden durch das Archäologische Institut der Friedrich-Alexander-Universität Erlangen-Nürnberg. Damit konnten im Erdboden Mauerreste erkannt werden. In einem mit den Messungen erzeugten Geländemodell ließen sich Erhebungen erkennen, die die Lage und Struktur von früheren Gebäude anzeigten.

### Fundstücke
Bei den Ausgrabungen in den 1960er Jahren wurden zahlreiche Fundstücke geborgen. Dazu zählen Flachglasfragmente von Fensterverglasung sowie Keramikscherben von Öl- und Weinkrügen, Bechern, Tellern, Schüsseln und Vorratsgefäßen. Sie sind zum Teil in der Dauerausstellung der Römervilla von Bad Neuenahr-Ahrweiler ausgestellt.
1968 wurde ein 42 × 25 Zentimeter großes Mosaikfragment des Fußbodens geborgen, das 2015 restauriert wurde. Ein besonderes Fundstück ist eine bereits 1962 gefundene quadratische Ziegelplatte von 58 cm Seitenlänge, die folgende Ritzinschrift in lateinischer Sprache aufweist:
| Pulsator erhält 80 Platten Mauerziegel N 20 ¾-Keile N 20 am 27. Juli | Justius Optatus erhält zweite Wahl N Platten N 12 Ziegel N 30 | Titus Tusaucus, Sohn des Titus kam zu uns am 18. Juli |

Die vor dem Brand in den Ton eingeritzte Inschrift diente anscheinend einem Ziegelhersteller in der Art eines Notizzettels als Beleg für Aufträge und Lieferungen. Sie zeigt die Alltäglichkeit des Gebrauchs von Schrift in römischer Zeit.

Einzelne Fundstücke
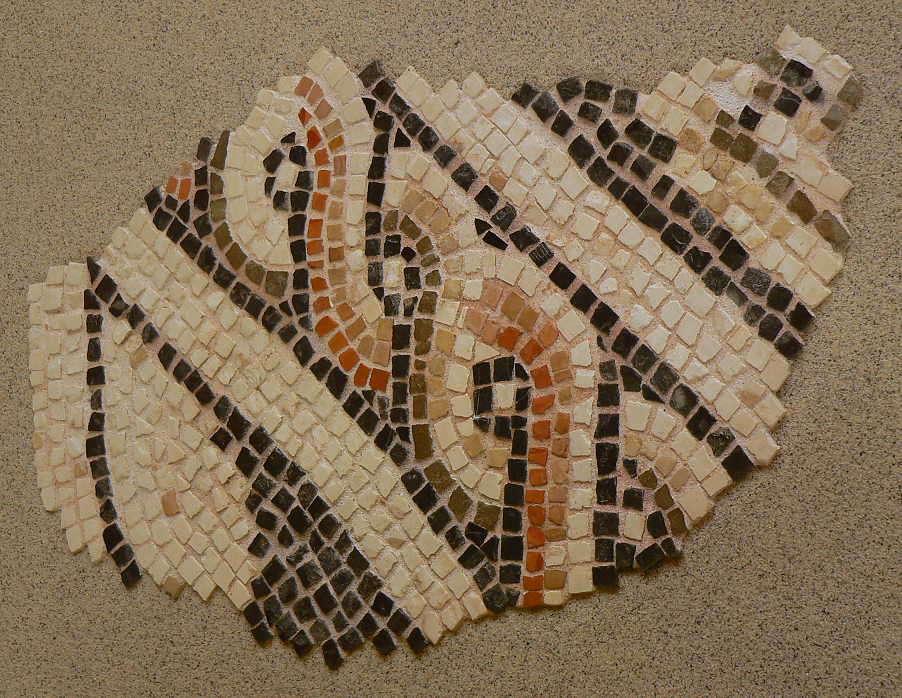
Fragment eines römischen Fußbodenmosaiks, 1968 geborgen
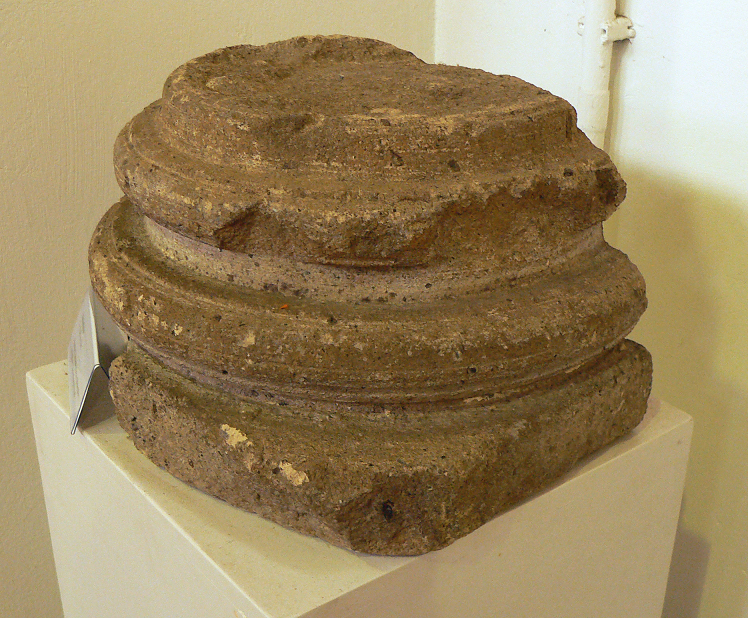
Säulenbasis aus dem 2. bis 3. Jahrhundert
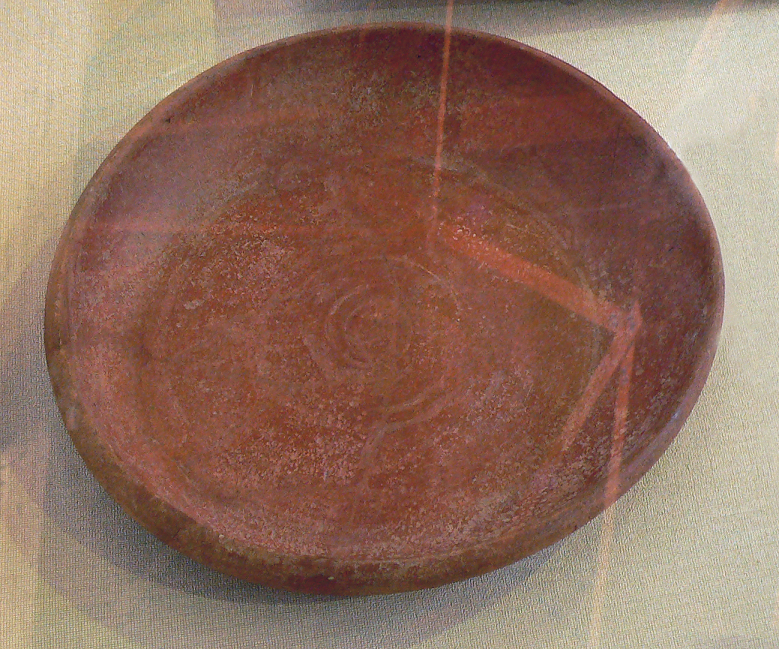
Tafelgeschirr aus Terra Sigillata
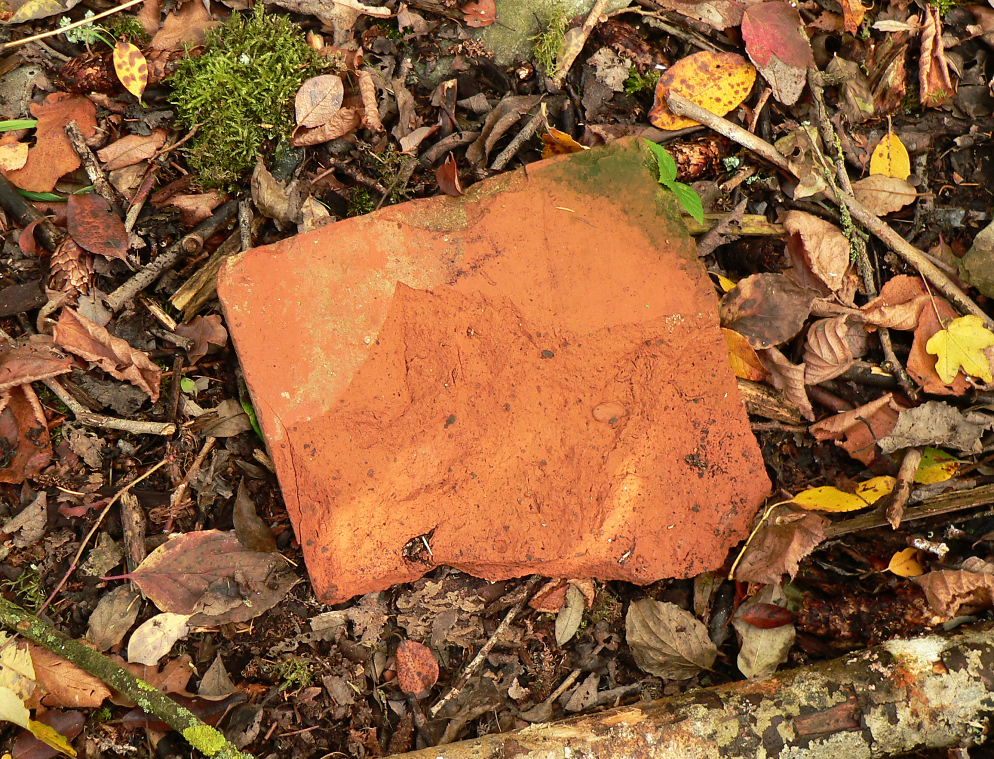
Vermutlich römischer Steinrest an der Ausgrabungsstelle

### Förderverein
2015 gründete sich in Schuld der „Förderverein Römischer Gutshof Schuld“. Er hat sich zum Ziel gesetzt, die noch vorhandenen Reste der Anlage zu erhalten, sie der Öffentlichkeit zu präsentieren und für den vorbeiführenden Ahrsteig touristisch zu erschließen. Konkrete Planungen bestehen in der Abholzung und Freilegung des Areals sowie in der Sicherung und Befestigung des noch vorhandenen Mauerwerks. Die Arbeiten dazu sollen im Jahr 2019 beginnen. Sie sind möglich, nachdem der Förderverein im Jahr 2018 einen 12-jährigen Nutzungsvertrag mit dem Grundstückseigentümer der Fundstelle abgeschlossen hat. Das Grundstück mit dem Fundareal gehört dem Archäologen Eberhard Thomas, der am Archäologischen Institut der Universität zu Köln lehrt.